# فیل گالیور
فیل گالیور (انگلیسی: Phil Gulliver؛ زادهٔ ۱۲ سپتامبر ۱۹۸۲) بازیکن فوتبال اهل بریتانیا است.
از باشگاه‌هایی که در آن بازی کرده‌است می‌توان به باشگاه فوتبال آکسفورد سیتی، باشگاه فوتبال کینگز لین تاون، باشگاه فوتبال اسکانتورپ یونایتد، باشگاه فوتبال بری، باشگاه فوتبال بلکپول، باشگاه فوتبال ای‌اف‌سی بورنموث، باشگاه فوتبال کوربی تاون، باشگاه فوتبال کارلایل یونایتد، باشگاه فوتبال میدلزبرو، و باشگاه فوتبال هرفورد یونایتد اشاره کرد.